# 5 Seconds of Summer
5 Seconds of Summer, често скраћено као 5SOS, аустралијска је поп рок музичка група из Сиднеја која је основана крајем 2011. године. Чине је главни вокалиста и ритам гитариста Лук Хемингс, главни гитариста Мајкл Клифорд, басиста Калум Худ и бубњар Ештон Ирвин. Првобитно започевши своју каријеру као YouTube познате личности, стекли су међународну славу током турнеје са енглеско-ирском групом One Direction на њиховој турнеји Take Me Home. Од 2014. продали су више од 10 милиона албума, преко 2 милиона карата за концерте широм света, а стриминг песама премашује 7 милијарди, што их чини једним од најуспешнијих аустралијских музичких група икада.

## Чланови
- Лук Хемингс
- Калум Худ
- Ештон Ирвин
- Мајкл Клифорд

## Дискографија
- (2014)
- (2015)
- (2018)
- (2020)
- (2022)